# José Cândido de Campos Júnior
José Cândido de Campos Júnior (Santo Antônio da Patrulha, 1854 — Porto Alegre, 1939) foi um político e advogado brasileiro.

## Biografia
Nasceu em família pobre e obscura, filho de José Cândido de Campos e Honorata. Era mulato e descendente de escravos, fato quase sempre omitido pela historiografia oficial. Parece ter perdido cedo o pai e sido o arrimo da família trabalhando como músico e depois como funcionário público. Filiou-se ao Partido Republicano Rio-Grandense (PRR) e eventualmente conseguiu formação em Direito e a indicação, através do PRR, para ocupar a posição de promotor de justiça da Comarca de Vacaria.
Foi secretário municipal de Caxias do Sul e assumiu a Intendência por indicação do presidente do estado, Júlio de Castilhos, após a renúncia do intendente anterior, Alorino Machado de Lucena, sendo nomeado em 30 de setembro e empossado em 11 de outubro de 1895. Na mesma época tornou-se também grão-mestre da loja maçônica local, Força e Fraternidade. Governou num dos períodos mais turbulentos da história da então Vila de Caxias. O PRR era fortemente afinado à filosofia positivista e tinha amplo respaldo na maçonaria, tanto que a maioria dos cargos públicos de maior influência eram ocupados por maçons. Caxias estava em pleno processo de estruturação de suas funções mais básicas como município, e ainda havia dificuldades e carências em todas as áreas. Até 1884 fora uma colônia, e desta data até 1890 fora distrito de São Sebastião do Caí.
Ocorre que a maciça maioria dos colonos que formaram sua população era de italianos vindos de diferentes regiões da Itália, que haviam chegado ao Brasil trazendo muitas das antigas rivalidades sociais, políticas e culturais que haviam dividido a Itália por longos séculos em uma multiplicidade de Estados independentes. As rivalidades entre os colonos se repetiam na esfera da administração pública e no Conselho Municipal, divididos em correntes políticas divergentes.
Campos subiu ao poder encontrando um ambiente social agitado e uma precária estrutura de governo. A turbulência aumentou depois da chegada do padre Pietro Nosadini no início de 1896. Dinâmico, carismático, combativo e grande organizador, conseguiu em pouco tempo unir os colonos em torno da religião católica, um elemento cultural que era compartilhado por todos. Ele era também seguidor do ultramontanismo, corrente católica que pregava a primazia da Igreja tanto nos assuntos sagrados quanto nos seculares. Além disso, combatia ferozmente a maçonaria e as filosofias progressistas como o positivismo, e sob sua liderança o povo começou a se organizar e reivindicar medidas que servissem aos seus interesses, acusando a administração do atraso e confusão em que a vila se encontrava. Como disse Loraine Giron, "o padre foi uma força poderosa no sentido de organizar e unificar a comunidade católica, e sob sua liderança o movimento católico ganhava força e passou a ser temido". De fato, segundo Eliana Alves, mesmo antes da chegada de Nosadini, por ser Campos maçom, sua indicação para a Intendência "gerou veemente descontentamento entre os italianos católicos", e com a presença do padre a exacerbar os ânimos, tudo piorou. Além das diferenças políticas e ideológicas, o intendente tomou medidas muito impopulares, como proibir o tradicional jogo da mora, um dos passatempos prediletos dos colonos italianos, alegando que estimulava desordens e até crimes.
Em 24 de setembro de 1896 foi reconduzido ao poder pelo voto popular, tomando posse em 13 de outubro. Os conflitos não haviam cessado, e de fato aumentaram, culminando em violência. Em 8 de fevereiro de 1897 Nosadini foi alvo de um atentado, sob a vista da população, que quase custou-lhe a vida, e em 24 de março de 1898 o intendente sofreu outro, que no entanto não foi testemunhado por ninguém e no qual ele não sofreu qualquer ferimento. Campos acusou como mandantes do seu atentado Ambrósio Bonalume e membros da família de Salvador Sartori, que eram grandes apoiadores de Nosadini e importantes líderes na comunidade, mas as imputações foram refutadas vigorosamente e não parecem ter recebido credibilidade entre a população. Angelo Costamilan acredita que Campos armou uma encenação a fim de incriminar o padre através de seus amigos e ter assim um bom pretexto para expulsá-lo da vila, já que o intendente via Nosadini como um estorvo e como um incitador de revoltas. Os conflitos com os católicos amainaram um pouco depois da transferência de Nosadini em dezembro de 1898, mas o ambiente não foi pacificado. Conforme o relato de Alves, "a expulsão do padre Nosadini não fez diminuir as queixas dos colonos. Os ressentimentos existentes, diante do predomínio luso, levavam os colonos a solicitar cônsules italianos mais enérgicos, pois os que residiam em Caxias, necessitavam recorrer contra a prepotência das autoridades locais. Queixavam-se os colonos que os funcionários enviados pelo PRR em suas acomodações de cooptação eram viajantes nesta cidade e enriqueciam às custas da sopa preparada pelos imigrantes".
Em 29 de setembro de 1900 Campos venceu sua segunda eleição, mas em vista da grande rejeição de que era objeto, no entender de Giron e Magie o seu sucesso no pleito deve ter sido fruto de fraude eleitoral. Ao final de 1901 sua prestação de contas foi rejeitada pelo Conselho, que o acusou de gastar em excesso e acumular dívidas. Foi necessária a criação de um novo imposto e a tomada de um empréstimo para cobrir o rombo no caixa. Não bastando esta situação, o intendente entrou em atrito com a influente Associação dos Comerciantes, que reunia a elite do empresariado local, não reconhecendo sua legitimidade jurídica e não recebendo suas reivindicações. A Associação passou a combatê-lo e a boicotar o recolhimento de taxas e impostos, e solicitou o apoio do Governo do Estado. Segundo Maria Abel Machado, "a situação se agravou quando os ataques passaram a ser feitos em nível pessoal, através de artigo publicado no jornal Independente, onde o chefe do executivo local desacatou a pessoa do presidente da Associação. A reação da entidade de classe foi imediata através de matéria publicada nos três principais jornais da capital, A Federação, Correio do Povo e Stella d'Itália, tornando público o conflito que vinha existindo com o intendente Campos Júnior".
Apesar de ter muitos apoiadores, de ter recebido homenagens de simpatizantes e de ter descrito a si mesmo em uma nota na imprensa como "um dos mais amados intendentes do Rio Grande do Sul", em abril de 1902 sua administração começou a ser fustigada com uma série de acusações de má administração e desvio de verbas. O intendente disse que aceitaria a realização uma auditoria para provar sua inocência, mas ele não resistiu às pressões, renunciando em 1º de julho. Segundo Loraine Giron, a administração de Campos Júnior "foi tão pouco ortodoxa, que ao deixar o governo municipal o rombo do orçamento era maior do que sua receita anual". O vice-intendente Alfredo Soares de Abreu assumiu em seu lugar e denunciou o "estado caótico" em que se encontrava a administração. O Governo do Estado foi obrigado a intervir e determinou a abertura de uma devassa para apurar os fatos, conduzida pelo capitão Firmino José Rodrigues, concluindo que "houve um desfalque de 100 contos de réis", na época uma fortuna, sendo a causa atribuída à má administração e não a roubo, como fora aventado. Os 100 contos parecem ter sido superestimados, e hoje indica-se a metade daquele valor. Apesar da conclusão da devassa não ter indicado roubo, o próprio Campos veio a admitir que ele existiu, mas acusou como o responsável o porteiro da Intendência, Justino Cesar de Araújo. Sua justificativa não foi bem aceita. As finanças só foram sanadas  muitos anos depois, através de empréstimos bancários e aumento de impostos. Por causa do ambiente em permanente agitação, seu governo, apesar das promessas que havia feito, encerrou sem qualquer realização de vulto, merecendo lembrança, porém, a fundação do primeiro jornal da vila, de sua propriedade e denominado Caxias, que não obstante teve vida curta.
Após sua renúncia, Campos Júnior mudou-se para Antônio Prado e depois para Vacaria, mas quase nada se sabe de sua vida até sua morte, a não ser que buscou várias vezes junto à Intendência de Caxias compensações financeiras pelas despesas que alegadamente tivera em suas funções oficiais, e que sempre negou as acusações de ter enriquecido ilicitamente em seu período no governo. Em 1932 um de seus pleitos teve sucesso e ele foi reembolsado em seis contos de réis. Descrevia a si mesmo como um promotor do progresso de Caxias e em cartas e artigos que publicou na imprensa listava uma série de personalidades da elite caxiense que poderiam atestar sua honestidade e suas obras meritórias, incluindo Abramo Eberle, João Paternoster, Miguel Muratore e Adelino Sassi, mas segundo Nicole Magie não há nenhum registro de que qualquer dos nomes que invocava tenha de fato saído em sua defesa ou sequer sido simpatizante da sua causa. Sua imagem  permanece até hoje controversa.
Foi casado com Clarice Silvestre, deixando cinco filhos. Um deles, o advogado Antônio Selistre de Campos, foi o segundo juiz de direito da Comarca de Canoinhas.